# Presbytère de Reillanne
Le presbytère de Reillanne est un presbytère situé au cœur de Reillanne, en France à côté de l'église Notre-Dame-de-l'Assomption

## Description
Le presbytère, construit à la fin du XVIIe siècle, possède trois cheminées dont le manteau est orné de gypseries. Sa façade est ornée d’un cartouche, qui indique qu’il servit de maison commune. Il abrite une série de douze tableaux représentant les apôtres, inscrits au titre objet en 1959.

## Localisation
Le presbytère est situé sur la commune de Reillanne, dans le département français des Alpes-de-Haute-Provence.

## Historique
L'édifice est inscrit au titre des monuments historiques par arrêté du 21 janvier 2019.